# Aeroport Internacional de Manas
L'Aeroport Internacional de Manas (en kirguís: Манас эл аралык аэропорту) (IATA: FRU (БИШ), OACI: UCFM) (antigament, UAFM) és el principal aeroport del Kirguizstan, situat a 25 km al nord-oest de la capital, Bixkek.
L'aeroport està operatiu les 24 hores i el seu sistema ILS compleix amb els estàndards OACI CAT II, cosa que permet les operacions amb un sostre (30 metres) i visibilitat (150 metres) de vol baixos.
També és la seu del Centre de Trànsit de Manas, anteriorment coneguda com la Base Aèria de Manas, una base de la Força Aèria dels EUA, que dona suport a l'Operació Enduring Freedom i la Força Internacional d'Assistència i de Seguretat a l'Afganistan. L'any 2012, l'aeroport va treballar amb 1.056.000 passatgers.

## Història
L'aeroport es construí com un reemplaçament per al vell aeroport de Bixkek, que es troba al sud de la ciutat, i porta el nom de l'heroi èpic kirguís, Manas, a suggeriment de l'escriptor i intel·lectual més prominent del país, Txinguiz Aitmàtov. El primer avió va aterrar a Manas l'octubre de 1974, amb el primer ministre soviètic Aleksei Kosiguin a bord. Aeroflot va operar el primer vol programat, amb destí a l'aeroport de Moscou-Domodèdovo, el 4 de maig de 1975.
Quan el Kirguizstan es va independitzar de la Unió Soviètica el 1991, l'aeroport va començar un deteriorament lent, però constant, la seva infraestructura va romandre abandonada durant gairebé deu anys i es va convertir en un cementiri d'avions de grandària considerable (hi havia aproximadament 60 aeronaus de l'era soviètica abandonades).
Amb l'inici de l'Operació Enduring Freedom, els Estats Units i els seus aliats en la coalició immediatament van buscar el permís del govern del Kirguizstan per utilitzar l'aeroport com a base militar per a les operacions a l'Afganistan. Forces de la coalició hi van arribar a finals de desembre de 2001 i immediatament l'aeroport va gaudir d'una expansió sense precedents en les operacions i les instal·lacions. Les aeronaus abandonades es van deixar en uns camps al costat de la plataforma, i es van construir grans hangars semi-permanents per allotjar els avions de combat de la coalició. A més, es va construir una plataforma d'aparcament al llarg de la meitat oriental de la pista, juntament amb un gran dipòsit i diverses instal·lacions de manteniment d'aeronaus. Al voltant del carrer de la terminal de passatgers va sorgir un campament on hi havia prop de 2.000 tropes. Les forces americanes van batejar el lloc com la "Base Aèria de Ganci", després que el cap del Departament de Bombers de Nova York, Peter J. Ganci, Jr., morí en els atemptats de l'11 de setembre de 2001. Més tard se li va donar el nom de Base Aèria de Manas i posteriorment, de Centre de Trànsit de Manas.
El 2004 es va afegir una nova plataforma d'aparcament al davant de la terminal de passatgers per fer espai per als avions d'abastiment de combustible i de transport més grans, com el Boeing KC-135 Stratotanker i el Boeing C-17 Globemaster III.
Gairebé al mateix temps, el govern del Kirguizstan va dur a terme una important expansió i renovació de la terminal de passatgers, finançades en part per les taxes d'aterratge considerables pagades per les forces de la coalició. Diversos restaurants, botigues de regals i barberies van sorgir a la terminal per donar servei a les tropes desplegades.
La terminal de l'aeroport es va renovar i redissenyar el 2007. El codi IATA actual, FRU, té el seu origen en el nom de la ciutat de Bishkek en l'època soviètica, Frunze.

## Altres instal·lacions
Durant la seva existència, Kyrgyzstan Airlines va tenir la seva seu central a l'aeroport. El 2 de gener de 2002, l'aerolínia va traslladar la seva seu central a l'edifici de l'Agència de Vendes de Kyrgyzstan Airlines a l'aeroport de Manas. Anteriorment la seu estava també en els terrenys de l'aeroport.

## Incidents i accidents
A la matinada del 23 d'octubre de 2002, un avió IL-62 operat per l'Empresa de Transport Aeri Tretyakovo es va estavellar en l'enlairament després de sortir de la pista. No hi havia passatgers a bord i els onze membres de la tripulació van aconseguir escapar amb ferides menors i van ser tractats a la clínica conjunta de la Força Aèria dels EUA i l'Exèrcit de la República de Corea a la base aèria de Manas.
Al novembre de 2004, un avió de transport de càrrega civil Boeing 747 va prendre un gir equivocat, i sense capacitat de moure's marxa enrere es va quedar encallat al seu lloc, amb la secció de cua bloquejant la pista. Les operacions aeroportuàries es van aturar durant diverses hores fins que un tractor va poder remolcar el Boeing 747.
El 26 de setembre de 2006, un avió de Kyrgyzstan Airlines Tupolev Tu-154 que s'enlairava direcció Moscou-Domodèdovo va xocar a la pista amb un avió-cisterna Boeing KC-135 Stratotanker de la Força Aèria dels EUA que acabava d'aterrar. El Tupolev, amb 52 passatgers i nou tripulants a bord, va perdre part de la seva ala, però va ser capaç d'enlairar i de tornar a fer un aterratge segur faltant-li una secció de 2,5 m d'ala. El KC-135, amb tres tripulants i una càrrega que consistia en la seva totalitat de combustible per a avions altament inflamable, es va incendiar i va quedar destruïda. No hi va haver ferits de cap dels dos avions.
El 24 d'agost de 2008, el vol 6895 d'Iran Aseman Airlines (un Boeing 737 operat per Itek Air) rumb a Teheran amb 90 persones a bord es va estavellar a 3 quilòmetres de l'aeroport, matant a 68 dels seus passatgers. Vint persones, entre elles dos membres de la tripulació, van sobreviure a l'accident. D'acord amb un funcionari de l'aeroport, la tripulació havia informat d'un problema tècnic a bord i tornaven a l'aeroport quan l'avió es va estavellar.
El 28 desembre de 2011, un Tupolev Tu-134 de Kyrgyzstan Airlines, que s'havia enlairat de Bixkek, va intentar aterrar a Oix. L'avió, que portava 80 passatgers i 6 tripulants, va sortir de la pista, va trencar la seva ala, va bolcar i es va incendiar. 31 persones van resultar ferides, amb 17 d'elles hospitalitzades.